# Mariana Constantin
Mariana Constantin   (Ploiești, 3 d'agost de 1960) és una gimnasta artística romanesa, ja retirada, que va competir durant la dècada de 1970.
El 1976 va prendre part en els Jocs Olímpics de Mont-real, on va disputar sis proves del programa de gimnàstica. Guanyà la medalla de plata en la competició del concurs complet per equips, mentre en les altres proves destaca una onzena posició en el concurs individual. En les barres asimètriques fou sisena en les sèries, però en tenir dues compatriotes millor classificades no va poder disputar la final.